# البطولات الوطنية الأمريكية 1893 (كرة مضرب)
قائمة بالأبطال في 1893 البطولات الوطنية الأمريكية لكرة المضرب (المعروفة الآن باسم أمريكا المفتوحة):

## الكبار

### فردي رجال
روبرت ورين هزم  فريد هوفي 6-4 3-6 6-4 6-4

### فردي سيدات
آلين تيري هزم  أوغستا شالتز 6-1, 6-3